# Miembro del Parlamento No Circunscripcional
Un Miembro del Parlamento No Circunscripcional (en inglés: Non-constituency Member of Parliament) o por su abreviatura NCMP es, de acuerdo con la constitución y la Ley de Elecciones Parlamentarias de Singapur, un candidato miembro de un partido político opositor que es declarado como miembro electo del parlamento a pesar de haber sido derrotado en la circunscripción que disputó en las elecciones generales, en virtud de haber sido de los candidatos de la jornada electoral con mayor porcentaje de votos fuera de los vencedores. A diferencia de los miembros nominados (NMP), cuyo papel parlamentario está restringido en algunas cuestiones, un NCMP goza de todas las prerrogativas y privilegios de un parlamentario electo. Junto con las circunscripciones de representación grupal empleadas en las elecciones, se considera a los NCMPs una de las principales características del sistema político de partido dominante de Singapur, cuyo gobierno es encabezado desde 1959 por el Partido de Acción Popular (PAP).
El concepto de NCMP fue introducido en 1984 e implicó una alteración significativa del modelo parlamentario empleado hasta entonces en Singapur, basado en el sistema Westminster. En las elecciones de 1968, 1972, 1976 y 1980, el PAP había ganado todos los escaños en el parlamento, elegidos entonces por medio de circunscripciones uninominales. El nuevo esquema fue defendido por el entonces primer ministro Lee Kuan Yew, que afirmó que la presencia de los NCMP garantizaría la representación de las voces opositoras en el parlamento y daría a las generaciones jóvenes la posibilidad de ver cómo puede actuar la oposición en un sistema democrático. La primera enmienda constitucional permitió entre tres y seis NCMP. En 2010, la constitución se modificó nuevamente para permitir un máximo de nueve NCMPs. Finalmente, en 2017, el número máximo de NCMP se incrementó a doce, y se les otorgó los mismos poderes de voto en el parlamento que los parlamentarios elegidos, que hasta entonces no poseían.
Desde su creación, el concepto de los NCMPs ha sido objeto de intenso debate y críticas, tanto de parte de la propia oposición singapurense como dentro del partido gobernante. Los opositores contrarios al esquema sostienen que vuelve desigual el campo de juego de cara a las elecciones, pues permitiría al PAP defender que el electorado no tiene la necesidad de votar a los candidatos opositores debido a que estos se verán representados de todas formas en el legislativo. Asimismo, figuras del PAP han cuestionado como antidemocrático que políticos que fueron efectivamente derrotados en una elección adquieran el derecho a ingresar al Parlamento con los mismos derechos que quienes ganaron. A pesar de esta crítica, varios políticos de la oposición han aceptado ocupar sus escaños como NCMPs, incluidos Lee Siew-Choh, J. B. Jeyaretnam, Steve Chia y Sylvia Lim. Los NCMP han planteado puntos notables en el Parlamento con respecto a diversas cuestiones de política pública, como procedimientos penales, educación, salud y bienestar social.

## Posición de los NCMP

### Aspectos generales
En término simples, los Miembros del Parlamento No Circunscripcionales son los candidatos de un partido político de la oposición en Singapur que, a pesar de haber sido derrotados en las elecciones generales, obtuvieron la mayor cantidad de votos de entre los candidatos perdedores y son, por lo tanto, considerados miembros electos del parlamento (Member of the Parliament o MP). Se los conoce como «No Circunscripcionales» debido a que no representan a ninguna circunscripción electoral en específico, a pesar de haber competido en una.
Los NCMPs fueron introducidos el 22 de agosto de 1984 por medio de una enmienda a la Constitución de Singapur y a la Ley de Elecciones Parlamentarias. De conformidad con el Artículo 39 (1) (b) de la Constitución que fue introducido por la Ley de enmienda constitucional, el número máximo de NCMP sería de seis, a los cuales se le restarían la cantidad de parlamentarios electos que hubiera obtenido la oposición. El presidente de la República, siguiendo el consejo del gabinete, podría ordenar que entre cuatro y seis NCMPs sean declarados elegidos para una elección general en particular. El 1 de julio de 2010, se eliminó la necesidad de una orden presidencial para aumentar el número de NCMPs. En cambio, el número máximo de NCMP en el Parlamento aumentó de seis a nueve, y el número efectivo sería de nueve menos la cantidad de parlamentarios opositores electos.
El 9 de noviembre de 2016, se aprobó un proyecto de ley para enmendar la Constitución para aumentar el número máximo de NCMP de nueve a doce y para conferir a los NCMP los mismos poderes de voto que los parlamentarios elegidos. Los NCMP podrían ejercer sus poderes de voto mejorados a partir del 1 de abril de 2017, mientras que el procedimiento para elegir hasta 12 NCMPs después de una elección general entró en vigencia el 2 de enero de 2019. 

### Método de elección y requisitos
Dado que se supone que los NCMPs son los «mejores perdedores» en las elecciones generales, y son declarados electos de entre los candidatos que no ganaron las elecciones, los requisitos para convertirse en NCMP son, por lo tanto, los mismos que para asumir como miembro electo del parlamento:
- Ser ciudadano de Singapur por al menos 21 años.
- Sus nombres deben aparecer en el registro electoral más reciente.
- Deben haber sido residentes permanentes de Singapur durante al menos diez años.
- Deben poder hablar, leer y escribir en al menos uno de los cuatro idiomas oficiales (inglés, malayo, mandarín, tamil)
- No deben ser descalificados en virtud del artículo 45 de la Constitución.

La Constitución y la Ley de elecciones parlamentarias prevén un máximo de 12 NCMPs en el Parlamento. Una vez que se hayan publicado los resultados de las elecciones generales, los candidatos de la oposición que reciban el mayor porcentaje de votos en sus circunscripciones electorales sin haber resultado electos recibirán un escaño como NCMP. Sin embargo, esto está sujeto a varias condiciones. Debe haber menos de 12 miembros de la oposición votados en el Parlamento, y el candidato debe haber obtenido al menos el 15% del número total de votos votados en las elecciones en la división electoral en la que participó. Además, no puede haber más de dos NCMP provenientes del mismo distrito electoral si se trata de una Circunscripción de Representación Grupal (GRC), y no puede haber más de uno si se trata de una circunscripción uninominal (SMC). Si el número de candidatos de la oposición elegidos es inferior a 12, los candidatos perdedores de la oposición que tengan el mayor porcentaje de votos durante la elección serán declarados elegidos como NCMP para compensar el número mínimo de parlamentarios de la oposición. Por lo tanto, el número de escaños ofrecidos a los NCMPs es de 12 menos el número de parlamentarios de la oposición elegidos.
En caso de que la lista que acceda a uno o dos escaños como NCMP sea una GRC, el grupo de candidatos debe decidir dentro de los siguientes siete días quienes serán la persona o las dos personas que ocuparán estos escaños y notificarlo a las autoridades correspondientes. Una vez que un NCMP ha sido declarado elegido, debe prestar juramento de fidelidad a Singapur y a la Constitución. Si esto no se hace en la primera o segunda sesión del Parlamento durante su primera sesión después de las elecciones generales, el Parlamento puede, por resolución, declarar que el asiento del NCMP ha quedado vacante y que este debe ser ocupado por el siguiente candidato considerado elegible de acuerdo con su porcentaje obtenido en las elecciones generales.
Los miembros de la oposición que califican para convertirse en NCMP pueden rechazar sus escaños en el Parlamento. Durante las elecciones generales de 2011, varios líderes de la oposición declararon que no querrían aceptar escaños como NCMP, destacando el Secretario General del Partido de los Trabajadores, Low Thia Khiang, quien en última instancia no llegó a este escenario luego de ser elegido parlamentario por la circunscripción grupal de Aljunied.

### Rol parlamentario
Antes del 1 de abril de 2017, los NCMPs podían debatir en el Parlamento y se les permitía votar sobre todos los proyectos de ley, excepto los siguientes:
- Enmiendas constitucionales.
- Cualquier moción relacionada con un proyecto de ley para modificar una factura de suministro, una factura de suministro suplementaria o una factura de suministro final (los cuales son proyectos de ley que autorizan al Gobierno a emplear el gasto público).
- Cualquier moción relacionada con un proyecto de ley para enmendar la moneda.
- Una moción de censura contra el primer ministro.
- Un proceso de destitución contra el presidente de la República.

Con efecto a partir de esa fecha, se les confirieron los mismos derechos de voto que los diputados electos.

## Razones para su implementación
Durante la segunda lectura del proyecto de ley sobre los NCMP, el primer ministro Lee Kuan Yew presentó al Parlamento tres justificaciones principales para el esquema de los NCMP. Primero, dijo que tener un número mínimo de miembros de la oposición en el Parlamento a través de este esquema proporcionaría a los miembros más recientes del Partido de Acción Popular la oportunidad de «agudizar sus habilidades de debate». En segundo lugar, la presencia de miembros de la oposición en el Parlamento educaría a la generación más joven de votantes sobre el papel de una oposición constitucional y los límites de lo que puede hacer. Dijo que esto era especialmente importante porque la generación más joven que no había vivido y presenciado los conflictos dentro del Parlamento en las décadas de 1950 y 1960 «albergaba mitos sobre el papel de una Oposición» y «no tenía idea de cuán destructiva podría ser una Oposición». En tercer lugar, la presencia de parlamentarios no pertenecientes al PAP en el Parlamento actuaría como un control y equilibrio contra cualquier irregularidad gubernamental. Según Lee, "«algunos parlamentarios que no son PAP se asegurarán de que cada sospecha, cada rumor de mala conducta, se denuncie a los parlamentarios que no son PAP». La disposición de los miembros opositores a presentar cualquier acusación de malversación, corrupción o nepotismo «disiparía las sospechas de encubrimiento de presuntas irregularidades».
El principal argumento esgrimido para defender el esquema de los NCMP es que este garantizaría la representación en el Parlamento de un número mínimo de miembros de un partido político o partidos que no forman el Gobierno. Al momento en el que se trató el proyecto, el PAP había gozado hasta entonces de una hegemonía total, no habiendo obtenido la oposición ningún parlamentario electo en las elecciones de 1968, 1972, 1976 y 1980. En 1981, J. B. Jeyaretnam, líder del Partido de los Trabajadores (WP), había ganado una elección parcial para ocupar el escaño de Anson. Como resultado de su única presencia de oposición en el Parlamento, no pudo iniciar un debate significativo, ya que no pudo encontrar otro parlamentario para respaldar sus mociones. El hecho de que no hubo absolutamente ninguna representación de la oposición en el Parlamento en las cuatro elecciones generales antes de 1984 contribuyó al impulso para el inicio del esquema.

## Críticas
El concepto de NCMP ha sido objeto de variadas críticas, tanto por parte de los partidos opositores como dentro del propio PAP, y de los Miembros Nominados (NMP). Durante los debates parlamentarios en abril de 2010 sobre el aumento del número de NCMP de seis a nueve, varios parlamentarios expresaron su descontento con la falta de legitimidad y la naturaleza antidemocrática del concepto de NCMP. Por ejemplo, el parlamentario del PAP, Alvin Yeo, expresó dudas sobre si el proyecto de los NCMP había servido realmente para elevar el nivel de debate en el Parlamento. Asimismo, el miembro nominado Calvin Cheng se expresó de la siguiente manera:

Las personas que se propone que sean NCMP son políticos que se presentaron en una elección y perdieron. Señor, perdieron. Perdieron. No sé cuánto más enfático pueda ser sobre esto. Estos candidatos se presentaron con ciertas plataformas políticas, ciertas problemáticas políticas, y la mayoría del electorado ha considerado estas problemáticas, a estos políticos, y los ha rechazado en las urnas. Después de esto, permitirles ingresar al Parlamento va en contra de la lógica de una elección democrática en el mejor de los casos y, en el peor, es una bofetada hacia las personas que votaron en contra de ellos.
Calvin Cheng.

La oposición, desde la introducción del esquema NCMP, lo denunció como cargos "falsos" y "sin dientes". El líder de la Oposición al momento de su introducción, J. B. Jeyaratnam, cuestionó si era "un truco o una estratagema" del partido gobernante para mantener su dominio en el Parlamento. Se ha argumentado que el sistema ha puesto a la oposición en desventaja en las elecciones generales por varias razones. Por un lado, hasta 2017 existían restricciones para los NCMP en cuanto a lo que podían o no podían votar en el Parlamento. Por lo tanto, se sugería que la presencia de NCMP en el Parlamento «no parece extenderse más allá de la decoración y la provisión de láminas de debate para la generación más joven del PAP no expuesta a la calidad gladiatoria del debate parlamentario». Además, la efectividad del esquema NCMP está limitada por la percepción de que el NCMP está obligado a ser adversario en virtud de ser parte en la oposición. Esto es así incluso si en privado el Miembro puede comprender los beneficios de una propuesta del Gobierno. Finalmente, el esquema NCMP ha sido criticado como una estratagema para disuadir a los votantes de votar en los parlamentarios de la oposición debido a la garantía de al menos un número de escaños NCMP. Esto inhibe el crecimiento natural de una voz de la oposición elegida en el Parlamento, ya que la motivación del electorado para votar en un Miembro de la oposición en el Parlamento se diluye posiblemente por la seguridad de que existe un mecanismo predeterminado para los "mejores perdedores".
El diputado de la oposición, Low Thia Khiang, ha citado la falta de una "base muscular y de base real" de un NCMP como una razón para su negativa a ocupar un asiento en el NCMP. Los NCMP no representan ningún electorado y, por lo tanto, se les niega la oportunidad de expandir su influencia. Durante los debates de 2010, Sylvia Lim, entonces la única NCMP en el Parlamento, comentó que tener NCMP "hace que una mala situación mejore, pero aumentar las NCMP no es la solución para un sistema político más sólido".